# Джонсон (округ, Міссурі)
Шаблон:StateAbbr_ 38°45′ пн. ш. 93°49′ зх. д. / 38.75° пн. ш. 93.81° зх. д.
Округ  Джонсон (англ. Johnson County) — округ (графство) у штаті Міссурі, США. Ідентифікатор округу 29101.

## Історія
Округ утворений 1834 року.

## Демографія
За даними перепису 
2000 року 
загальне населення округу становило 48258 осіб, зокрема міського населення було 24529, а сільського — 23729.
Серед мешканців округу чоловіків було 24360, а жінок — 23898. В окрузі було 17410 домогосподарств, 11814 родин, які мешкали в 18886 будинках.
Середній розмір родини становив 3,07.
Віковий розподіл населення поданий у таблиці:
| Стать    | До 15 років | 15-21 | 22-29 | 30-39 | 40-49 | 50-65 | 65-85 | Понад 85 |
| -------- | ----------- | ----- | ----- | ----- | ----- | ----- | ----- | -------- |
| Чоловіки | 5102        | 4375  | 3623  | 3386  | 3059  | 2865  | 1790  | 160      |
| Жінки    | 4894        | 4123  | 3009  | 3315  | 3099  | 2922  | 2163  | 373      |

## Суміжні округи
- Лафаєтт — північ
- Петтіс — схід
- Генрі — південь
- Кесс — захід
- Джексон — північний захід

## Виноски
1. ↑  U.S. Decennial Census. United States Census Bureau. Архів оригіналу за 26 квітня 2015. Процитовано 16 листопада 2014.
2. ↑  Historical Census Browser. University of Virginia Library. Архів оригіналу за 11 серпня 2012. Процитовано 16 листопада 2014.
3. ↑  Population of Counties by Decennial Census: 1900 to 1990. United States Census Bureau. Архів оригіналу за 3 грудня 2014. Процитовано 16 листопада 2014.
4. ↑  Census 2000 PHC-T-4. Ranking Tables for Counties: 1990 and 2000 (PDF). United States Census Bureau. Архів оригіналу (PDF) за 18 грудня 2014. Процитовано 16 листопада 2014.
5. ↑  State & County QuickFacts. United States Census Bureau. Архів оригіналу за 21 червня 2011. Процитовано 9 вересня 2013.(англ.) Наведено за англійською вікіпедією.
6. ↑  American FactFinder. Бюро перепису населення США. Архів оригіналу за 21 травня 2008. Процитовано 31 січня 2008.

| США | Це незавершена стаття з географії США. Ви можете допомогти проєкту, виправивши або дописавши її. |